# 高发明 (政治人物)
高发明（1957年—2009年），中华人民共和国政治人物，中国共产党党员，前山东省滨州市交通局党组书记兼局长，滨州北海新区党工委书记兼筹委会主任，中共滨州市第七届委员会候补委员。

## 履历
高发明于1974年5月参加工作，1986年11月加入中国共产党。
2003年5月，高发明来到滨州市当交通局局长，彼时滨州市是山东省省唯一市区不通高速公路、不通铁路、无深水港口的城市。上任不久，高发明就发起了公路建设投资“超百亿工程”，争取投入100亿元人民币为滨州市构建了城乡一体、干支相通、河海相连、海陆空立体化的现代化交通格局。滨州港被列入黄河三角洲高效生态经济区发展规划重点建设的四大港之一，也是高发明数次去北京“游说”，苦口婆心说服有关领导和专家的结果。
2009年12月，高发明因病逝世，终年52岁，死后被人民网称为焦裕禄式的交通局长。中共山东省委追授高发明“山东省优秀共产党员”称号，号召全省党员干部向他学习。